# Phorotrophus magnificus
Phorotrophus magnificus är en stekelart som först beskrevs av André Seyrig 1932.  Phorotrophus magnificus ingår i släktet Phorotrophus och familjen brokparasitsteklar. Inga underarter finns listade i Catalogue of Life.